# Giovanni Argoli
Giovanni Argoli (1609 – c. 1660) fue un escritor y erudito italiano. Buen poeta en latín y también en lengua vernácula, escribió elegías e idilios, siendo L'Endimione (Terni, 1626), poema mitológico en doce cantos su obra más conocida, modelada sobre el Adonis de Giovanni Battista Marino.